# Медитаційна музика
Медитаці́йна му́зика (англ. Meditation music) — музика, яка призначена для використання в різних медитаційних практиках як суто релігійного, так і позаконфесійного характеру. Музика для медитації може мати певний релігійний зміст, але останнім часом його асоціюють із сучасними композиторами, які використовують техніку медитації в процесі композиції, або які пишуть таку музику, не зосереджуючись на конкретній релігійній групі. Поняття також включає музику, яка виконується як акт медитації.
Медитаційною (або «медитативною») прийнято називати також музику, яка має в своєму розпорядженні слухачів до зосереджено-поглибленої інтроспекції.

## Історія
Сучасна музика для медитації у 20-му столітті почалася, коли такі композитори, як Джон Кейдж, Стюарт Демпстер, Полін Оліверос, Террі Райлі, Ла Монте Янг і Лоуренс Болл, почали поєднувати техніки та концепції медитації з музикою. Конкретні роботи включають Inori (1974), Mantra (1970), Hymnen (1966–67), Stimmung (1968) і Aus den sieben Tagen (1968) Карлгайнца Штокгаузена, а також Бена Джонстона, чиї «Visions and Spells» (реалізація Vigil (1976)) вимагають періоду медитації перед виконанням. Концепції яснослухання (чистого слуху) Р. Мюррея Шефера, а також ті, що містяться в його «Настроюванні світу» (1977), є медитативними.
Штокхаузен описує Aus den sieben Tagen як «інтуїтивну музику», а у творі «Es» із цього циклу виконавцям наказано грати лише тоді, коли вони не думають або перебувають у стані немислення (фон Гунден стверджує, що це суперечить і має бути «думайте про свою гру»). На Джона Кейджа вплинув дзен, і такі твори, як Imaginary Landscape № 4 для дванадцяти радіо, є «медитаціями, які вимірюють плин часу».

## Додаткові ефекти
Музика може надати багато психологічних переваг, зокрема зменшення стресу, покращення пам'яті та загальне покращення когнітивних функцій. Дослідження показують, що прослуховування музики може допомогти людям відсторонитися від оточення і допоможіть їм зосередитися на власних думках і діях. Застосовуючи її спеціально для медитативного середовища, музика може допомогти в уважності, візуалізації та спогляданні. Згідно з NHS, ці якості можуть підвищити особисту обізнаність і допомогти визначити ознаки стресу та тривоги. Практика уважності може допомогти людям бути більш спостережливими щодо своїх поточних думок і дій. Дослідження показують, що музика для медитації може підвищити впевненість під час практики медитації.
У дослідженні, проведеному в липні 2018 року, брали участь добровольці у віці від 60 до 80 років, які слухали цілющу музику, медитували одну-дві години на день і дотримувались здорової дієти без цукру.  демонстрували кращу пам'ять і когнітивні навички з щасливими та життєрадісними моделями поведінки порівняно з тими, хто не був таким.
Музика для медитації може допомогти покращити концентрацію під час виконання механічних завдань. Дослідження, проведене в червні 2019 року, під час якого спостерігали за нейрохірургами, які виконували мікрохірургічні тренувальні шунтування з музикою для медитації та без неї, показали невелике покращення загального часу, який використовують хірурги-початківці. У той час як загальний час, який використовували досвідчені хірурги, залишався незмінним, довжина нитки, що використовувалася в навчальних байпасах, значно відрізнялася  для обох хірургів.
Музика для медитації може мати позитивний вплив на людей, які одужують від наркотичної залежності. Загалом, духовна медитація може сприяти одужанню від залежності та покращити результати психологічного та психічного здоров'я шляхом зменшення симптомів депресії, тривоги та стресу. У дослідженні, проведеному в січні 2020 року, було зроблено висновок, що музика для медитації під керівництвом Янг-Донг Кіма може бути корисною терапією для запобігання відновленню залежності від метамфетаміну під час утримання у щурів.

## Християнська музика для медитації
Деякі християнські конфесії, зокрема католицька церква, відкидають практику медитації поза своїми традиціями, зокрема музику Нью-Ейдж.     З іншого боку, Квартет на кінець часу (1941) Олів'є Мессіена, практикуючого католика та церковного органіста, є явно християнським твором для медитації.

## Музика дзен для медитації
Конкретні роботи включають «Музику Тоні Скотта для дзен-медитації».